# Koliganek

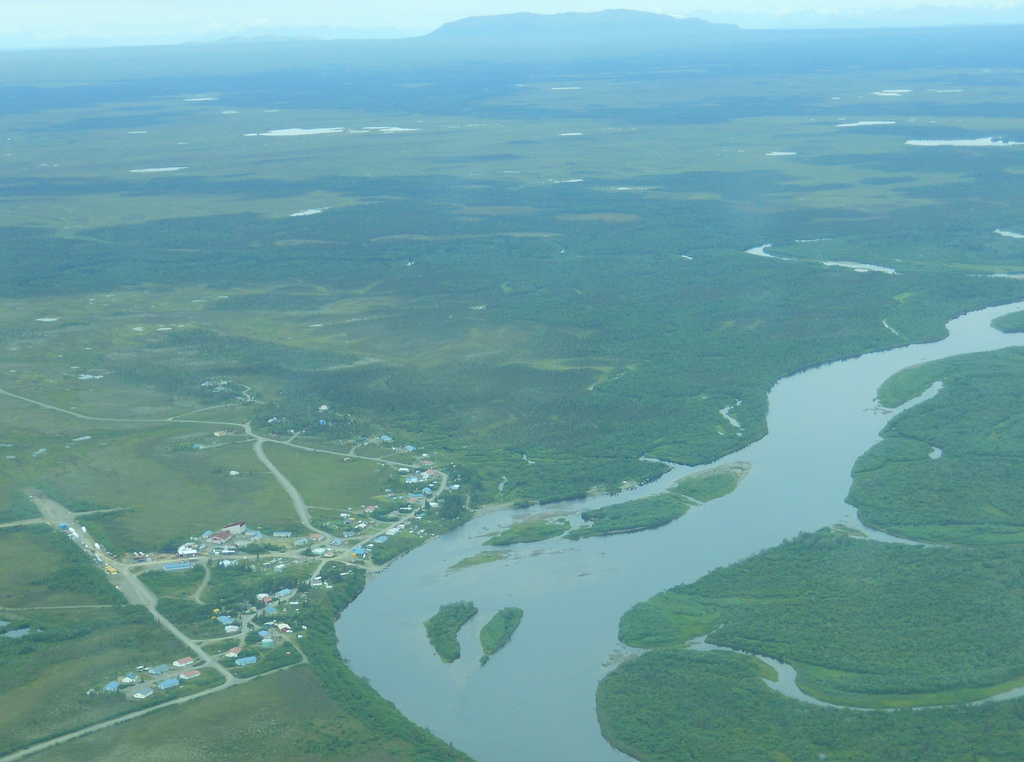

Koliganek est une census-designated place d'Alaska aux États-Unis dans la Région de recensement de Dillingham. En 2010, il y avait 209 habitants.

## Situation - climat
Elle est située sur la rive gauche de la rivière Nushagak à 105 km au nord-est de Dillingham.
La moyenne des températures va de 3 °C à 19 °C en juillet et de −16 °C à −1 °C en janvier.

## Histoire
C'est un village Eskimo, qui s'appelait Kalignak la première fois où il a été référencé, en 1880. Depuis, il s'est déplacé 6 km en aval de la rivière.

## Économie
L'école et l'organisation administrative du village procurent la majorité des emplois. Toutefois, la plupart des habitants pratiquent parallèlement une économie de subsistance. En plus de l'école, il existe un dispensaire, deux magasins d'alimentation générale, et un dépôt de carburant.

## Démographie
| 1970 | 1980 | 1990 | 2000 | 2010 | - |
| ---- | ---- | ---- | ---- | ---- | - |
| 142  | 117  | 181  | 182  | 209  | - |

## Sources et références
- (en) CIS

- (en) Cet article est partiellement ou en totalité issu de l’article de Wikipédia en anglais intitulé « Koliganek, Alaska » (voir la liste des auteurs).

1. ↑  « Statistiques des États-Unis (Alaska) - Profils des communautés de 2010 » (consulté en octobre 2020)